# Territorio nacional (Argentina)

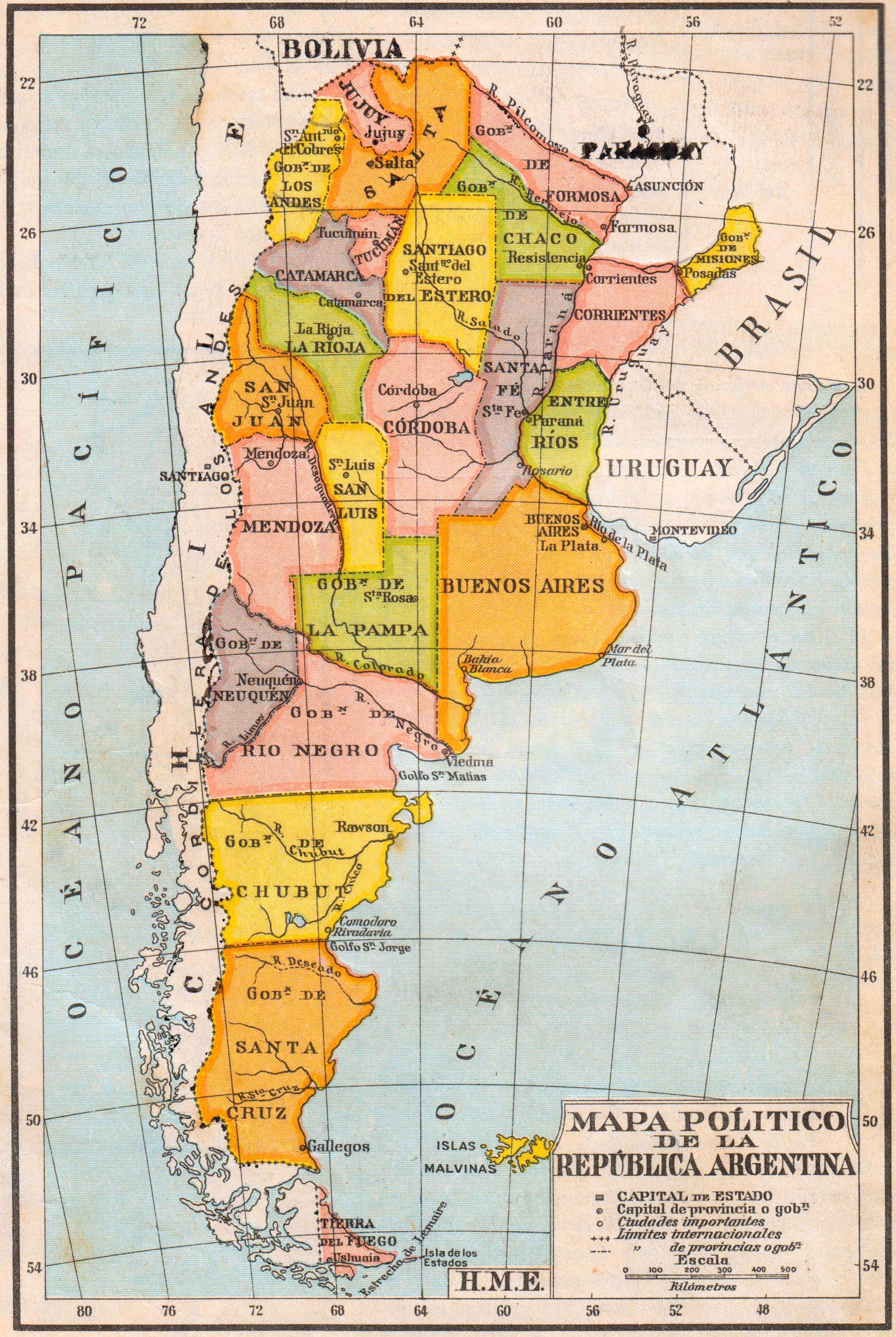
División política de Argentina hacia 1940, en el que aparecen todos los territorios nacionales o gobernaciones, antecedidos por la abreviatura "Gob".

Los territorios nacionales fueron el tipo de entidad política centralizada y de orden subnacional que existieron en Argentina entre 1862 y 1985; también recibieron el nombre de gobernaciones. Los territorios nacionales fueron utilizados por el Estado argentino para realizar un amplio proceso de expansión territorial, luego de ser sancionadas las constituciones de 1853 y 1860. La mayor parte de esas tierras se encontraban en poder de diversos pueblos indígenas, y eran a su vez disputadas entre el país y las otras naciones limítrofes (Chile y Paraguay por ejemplo).
Los territorios nacionales constituyeron un modo de organización territorial diferente del que establecía la Constitución, sobre la base de provincias, entidades subnacionales, autónomas, y autogobernadas. Eran dependencias centralizadas, dependientes de Poder Ejecutivo Nacional, y cuya población carecía de derechos políticos. 
Luego de una breve evolución, se constituyeron diez territorios nacionales, que en total sumaban una superficie mayor de la que abarcaban las provincias. En la región pampeana y la Patagonia se crearon Tierra del Fuego, Santa Cruz, Chubut, Río Negro, Neuquén y La Pampa (en algunos casos precedidos por el artículo correspondiente). En la región nordeste de Argentina se crearon los territorios nacionales de Misiones, Formosa y Chaco. En la región noroeste se creó el territorio nacional de Los Andes.
En 1943, el territorio nacional de Los Andes fue disuelto y sus tierras fueron repartidas entre las provincias de Catamarca, Jujuy y Salta. Entre 1951 y 1955 fueron provincializados los nueve territorios restantes, creándose ocho provincias: Chubut, Eva Perón (La Pampa), Formosa, Misiones, Neuquén, Patagonia, Presidente Perón (Chaco) y Río Negro. En 1956 se anuló la creación de la Provincia de la Patagonia, se dispuso la creación de la provincia de Santa Cruz y la recreación del territorio nacional de Tierra del Fuego, Antártida e Islas de Atlántico Sur. En 1990 se provincializó este último territorio nacional.

## Evolución
El proceso se inició con la sanción de la ley N.º 28 del 17 de octubre de 1862, que dispuso que "todos los territorios existentes fuera de los límites o posesiones de las provincias son nacionales", sin precisar la ubicación de dichos territorios. Hasta entonces la Provincia de Buenos Aires y la Provincia de Mendoza, además de Chile, mantenían pretensiones sobre extensos territorios ubicados en la Patagonia y la región pampeana, habitados hasta ese momento por los varios pueblos indígenas. Con esta norma se inició la gestión directa por parte del Estado nacional, de un territorio mayor que el que ocupaban las provincias, y que adoptaría la denominación de "territorios nacionales".
En 1884 se sancionó la Ley de Territorios Nacionales n.º 1532, dividiendo los territorios nacionales en nueve gobernaciones: La Pampa, El Neuquén, El Río Negro, El Chubut, Santa Cruz, La Tierra del Fuego, Misiones, Formosa y El Chaco. Las denominaciones legales de cada gobernación llevaba la preposición "de" antes del nombre identitario (ej. Gobernación del Chubut).
El proceso de creación de "territorios nacionales", fue parte de un proceso mayor de centralización y militarización del país, impuesto por el roquismo triunfante en 1880. mediante el establecimiento de amplias unidades políticas que no seguían el modelo organización en provincias, consagrado por la Constitución de 1853/1860. Por esta razón, la población de los territorios nacionales carecía de derechos políticos en el Estado nacional, no pudiendo elegir sus representantes, ni ser elegidos. 
En 1951 comenzó el proceso de provincialización de los territorios nacionales. Todos ellos serían provincializados entre 1951 y 1955, pero en 1956 el gobierno de facto mantuvo sin provincializar el territorio nacional de la Tierra del Fuego, Antártida e Islas del Atlántico Sur, que recién sería provincializado en 1990.
Además de los nueve territorios nacionales que se transformaron en nuevas provincias, existió un décimo territorio nacional llamado Los Andes, creado en 1900 y disuelto en 1943, siendo distribuido su territorio entre las provincias de Catamarca, Jujuy y Salta.

### Territorios nacionales del noreste
En 1865, Argentina firmó un tratado de alianza con Brasil y Uruguay en contra del Paraguay, estipulándose que: "La República Argentina quedará dividida de la República del Paraguay, por los ríos Paraná y Paraguay, hasta encontrar los límites del Imperio del Brasil, siendo éstos, en la ribera derecha del Río Paraguay, la Bahía Negra". 
La actual provincia de Formosa y una extensa porción del actual Chaco Boreal paraguayo hasta la Bahía Negra debían quedar en territorio argentino; en cumplimiento de ello, el general Emilio Mitre ocupó en octubre de 1869 Villa Occidental -que pasó a llamarse Villa Argentina-, frente a la ciudad de Asunción. El 31 de enero de 1872, el presidente Domingo Faustino Sarmiento creó por decreto el Territorio nacional del Gran Chaco, con capital en Villa Argentina. Esta fue la primera entidad jurídica territorial que adoptó el nombre de "territorio nacional". En octubre de 1872 fue ratificado por la ley N.º 576, aunque sin fijación de límites. Dos años antes había comenzado la guerra contra los pueblos indígenas del Chaco, que culminaría en 1917, con la ocupación del territorio y el sometimiento de las culturas indígenas al Estado argentino.
El 3 de febrero de 1876, Argentina y Paraguay firmaron un tratado trazando la frontera entre ambos países en los ríos Paraná, Paraguay y Pilcomayo, estableciendo que pertenecían al territorio argentino las áreas que a mediados del siglo siguiente conformarían la actuales provincias de Misiones y Formosa.
El 22 de diciembre de 1881, el Congreso de la Nación dispuso crear el territorio nacional de Misiones, que hasta ese momento pertenecía a la provincia de Corrientes. Corrientes completó la federalización del territorio, cediendo en 1882 la ciudad de Posadas, que fue incorporada como capital al territorio nacional de Misiones en 1884, por la ley 1437.
La Ley N.º 1532 de Territorios Nacionales sancionada el 16 de octubre de 1884, que estableció las jurisdicciones de todos los territorios nacionales del país, dispuso la división del territorio nacional del Gran Chaco, en dos territorios nacionales o gobernaciones:  territorio nacional de Formosa y territorio nacional del Chaco, abarcando este último partes actuales de las provincias de Santa Fe (hasta 1886) y Santiago del Estero (hasta 1910).

### Territorios nacionales del sur
La ley N.º 215 del 13 de agosto de 1867 dispuso la ocupación por el ejército de las tierras pampeanas y norpatagónicas hasta la línea de los ríos Negro y Neuquén. Otra ley, la N.º 947 del 5 de octubre de 1878, fijó los límites de las provincias de Buenos Aires, Santa Fe, Córdoba, San Luis y Mendoza con los territorios patagónicos. 
La Gobernación de la Patagonia fue creada por la ley N.º 954 del 11 de octubre de 1878. Se extendía nominalmente desde el límite fijado por la ley anterior hasta el cabo de Hornos, un territorio que por entonces se hallaba en poder de las culturas mapuche, tehuelche, ranquel, selk'nam, yámana y otros pueblos indígenas. Tanto Argentina como Chile pretendían ocupar ese territorio.
Entre fines de 1878 y principios de 1885 se llevó a cabo la guerra llamada Conquista del Desierto, por medio de la cual el Estado argentino tomó posesión de la Patagonia y la Pampa y sometió a los pueblos indígenas que habitaban esas tierras. En 1881 se firmó el Tratado de Límites con Chile.
Por la ley N.º 1265 del 24 de octubre de 1882 se dispuso la enajenación de las tierras de propiedad de la Nación, y a esos efectos se dividió la Gobernación de la Patagonia en dos distritos separados por los ríos Agrio, Neuquén y Negro, denominados La Pampa (o Pampa Central) y Patagonia, sin que se alterara su gobierno. 
La Ley N.º 1532 de Territorios Nacionales sancionada el 16 de octubre de 1884, que estableció las jurisdicciones de todos los territorios nacionales del país, dispuso la división de la Gobernación de la Patagonia, en seis territorios nacionales o gobernaciones:  territorio nacional del Río Negro, territorio nacional de La Pampa, territorio nacional del Neuquén, territorio nacional del Chubut, territorio nacional de Santa Cruz y Gobernación de la Tierra del Fuego. El 24 de noviembre de 1884, asumieron los primeros gobernadores de las nuevas entidades y dejó de existir la unidad administrativa de la Patagonia argentina. Parte del territorio de la exgobernación de la Patagonia fue provincializado a favor de las provincias de Mendoza y San Luis. La misma ley dispuso que "cuando la población de una Gobernación alcance a sesenta mil habitantes, constatados por el censo general y los censos suplementarios sucesivos, tendrá derecho para ser declarada provincia argentina."
El 7 de abril de 1948, por decreto-ley N.º 9905, se estableció que el Sector Antártico Argentino pasara a ser dependencia del territorio nacional de la Tierra del Fuego, que se había organizado como gobernación militar marítima por el decreto-ley N.º 5626 del 18 de agosto de 1943.

### Territorio nacional de Los Andes
Además de los nueve territorios nacionales que se transformaron en provincias, hubo otras tres entidades políticas argentinas que nunca llegaron a ser una provincia, dos de los cuales tuvieron una existencia efímera. El territorio nacional de Los Andes fue creado en 1900 por la ley N.º 3906, ocupando el sector de la Puna de Atacama, adjudicado al país por el laudo arbitral de Buchanan, y el pueblo de San Antonio de los Cobres cedido por la provincia de Salta, pero debido a su ínfima población y desarrollo fue disuelto por decreto-ley n.º 9375/19

## Provincialización de los territorios nacionales
Durante la primera presidencia de Juan Domingo Perón comenzó el proceso de provincialización de los territorios nacionales. 

### Provincialización del territorio nacional del Chaco
La ley N.º 14037 del 8 de agosto de 1951 dispuso la provincialización del territorio nacional del Chaco, que se constituyó por medio de una convención elegida democráticamente por su población que sesionó entre el 17 y el 21 de diciembre de 1951 y sancionó su constitución, en donde establecieron que el nombre sería provincia Presidente Perón. 
En septiembre de 1955, el dictador Eduardo Lonardi, cuando aún se encontraba en Córdoba y antes de asumir el cargo, dispuso anular el nombre elegido por la asamblea constituyente para la provincia, y estableció que se la debía designar con el nombre que le había impuesto el presidente Domingo Faustino Sarmiento en 1872, al incorporarla como territorio nacional: Del Chaco. El 27 de abril de 1956, el dictador Pedro Eugenio Aramburu dictó una proclama anulando la constitución nacional vigente y las constituciones provinciales, incluyendo la chaqueña. De este modo la provincia del Chaco quedó sin constitución. 
En 1957, la dictadura autodenominada Revolución Libertadora convocó a elegir una asamblea constituyente provincial, pero con la prohibición legal de que el partido peronista se presentara en las elecciones. El resultado fue la sanción de la constitución chaqueña de 1957, cuya legitimidad estuvo en discusión, debido por un lado a que no fue sancionada democráticamente ya que el golpe de Estado de 1955 había instaurado un escenario inestable que ha sido denominado por algunos historiadores como “democracia ficticia”, aludiendo así a los intentos fracasados de los sectores dominantes de restaurar la democracia sobre la base de la proscripción del peronismo como fuerza política y la “desperonización” de la sociedad. La Convención Provincial careció de la suficiente representación democrática para cumplir su cometido. El bloque de la Unión Cívica Radical Intransigente condujo en algunas oportunidades a que la Convención no pudiera sesionar por falta de cuórum.

### Provincialización del territorio nacional de La Pampa
La ley N.º 14037 dispuso también la provincialización del territorio nacional de La Pampa que se constituyó por medio de una convención elegida democráticamente por su población que sesionó entre el 17 y el 21 de diciembre de 1951 y sancionó su constitución, en donde establecieron que el nombre sería provincia Eva Perón. En septiembre de 1955, el dictador Lonardi dispuso anular el nombre elegido por la asamblea constituyente para la provincia, y estableció que se la debía designar con el nombre que le había impuesto el presidente Julio Argentino Roca en 1884, al incorporarla como territorio nacional: La Pampa. El 27 de abril de 1956, el dictador Aramburu dictó una proclama anulando la constitución nacional vigente y las constituciones provinciales, incluyendo la de la provincia Eva Perón, que de este modo quedó sin constitución. En 1957, la dictadura convocó a elegir una asamblea constituyente provincial, pero con la prohibición legal de que el partido peronista se presentara en las elecciones; debido al retiro de los convencionales de la UCRI, la asamblea quedó sin cuórum y no pudo sesionar. En diciembre de 1959, el presidente Arturo Frondizi convocó a elecciones para elegir una asamblea constituyente provincial, prohibiendo la presentación en las elecciones del Partido Justicialista. El resultado fue la sanción de la constitución pampeana de 1960, cuya legitimidad estuvo en discusión, debido a que no fue sancionada democráticamente.

### Provincialización del resto de los territorios nacionales
El 10 de diciembre de 1953 la ley N.º 14294 dispuso la creación de la provincia de Misiones. El 15 de junio de 1955 por la ley N.º 14408 fueron creadas las provincias de Formosa, Neuquén, Río Negro, Chubut y Patagonia. Esta última abarcaba desde el paralelo 46°S hasta el Polo Sur, incluyendo Santa Cruz, Tierra del Fuego, las islas del Atlántico Sur y el Sector Antártico Argentino, aunque no llegó a efectivizarse al ser anulada por la Revolución Libertadora. El decreto-ley N.º 21178 del 22 de noviembre de 1956 creó el territorio nacional de la Tierra del Fuego, Antártida e Islas del Atlántico Sur y con el resto de la proyectada Patagonia se creó la provincia de Santa Cruz.
Finalmente, la ley N.º 23775 del 26 de abril de 1990 creó la provincia de Tierra del Fuego, Antártida e Islas del Atlántico Sur.